# Macrelmis shoemakei
Macrelmis shoemakei är en skalbaggsart som först beskrevs av Brown.  Macrelmis shoemakei ingår i släktet Macrelmis och familjen bäckbaggar. Inga underarter finns listade i Catalogue of Life.